# Джексон, Дженнифер Лин
Дже́ннифер Лин Дже́ксон (англ. Jennifer Lyn Jackson; 21 марта 1969 года, Кливленд, Огайо, США — 22 января 2010 года, Уэстлейк, Огайо, США) — американская фотомодель. Снималась для журнала Playboy, в котором стала Playmate в апреле 1989 года.

## Биография

### Ранние годы
Дженнифер Лин Джексон родилась 21 марта 1969 года в Кливленде (штат Огайо, США). В 1986 году она окончила среднюю школу «North Olmsted High School» и сразу же поступила в «Kent State University», где обучалась ведению бизнеса и экономике.

### Поздние годы и смерть
В марте 2005 года Дженнифер была арестована по обвинению в хранении краденого, но развития дело не получило — предполагаемый потерпевший не явился в суд.
В январе 2007 года женщина вновь была арестована, но уже за вождение в нетрезвом виде; в ходе обыска её автомобиля были найдены пивные банки и марихуана. Дженнифер признала себя виновной и получила 180 дней условного срока, 3 года испытательного срока, лишение прав на полгода и штраф в размере 500$. После этой истории модель посещала специалистов в целях избавится от алкогольной и наркотической зависимостей, но это в итоге так ни к чему и не привело — история модели окончилась трагически.
22 января 2010 года супруг Дженнифер, Джеймс Томпсон, обнаружил её мёртвой в постели их дома в Уэстлейке (штат Огайо, США). Причиной смерти 40-летней модели была названа передозировка героина. Все знакомые Дженнифер утверждали, что она пыталась бороться, но у неё, увы, ничего не вышло — она одумалась слишком поздно, её зависимости были слишком сильны. Так же близкое к модели окружение сообщало, что Дженнифер до последнего оставалась на редкость милой и приятной девушкой, естественно когда не находилась в состоянии алкогольного или наркотического опьянения.